# Luz (álbum de Alexander Acha)
Luz es el nombre del cuarto álbum del cantante mexicano Alexander Acha, publicado en 2018.

## Lista de canciones
Luz (Edición estándar)
1. Luz
2. Siempre Te Amaré
3. ¿Qué Más Da?
4. Adiós
5. Perdón
6. La Guerra
7. No Separarnos Más
8. Agente Secreto
9. Fuiste Tú
10. Fuego

Luz (Edición especial)
1. ¿Dónde Están Las Almas? (Non Ci Sono Anime)
2. Los Caminos de La Vida
3. Siempre Te Amaré (Versión Acústica)
4. Perdón (Versión Acústica)
5. Luz (Remix)
6. Luz
7. Siempre Te Amaré
8. ¿Qué Más Da?
9. Adiós
10. Perdón
11. La Guerra
12. No Separarnos Más
13. Agente Secreto
14. Fuiste Tú
15. Fuego

© MMXVIII. Alternativa Representa S.A. de C.V.
- Datos: Q107407479